# 19 Draconis
19 Draconis (h Draconis) é uma estrela na direção da Draco. Possui uma ascensão reta de 16h 56m 01.36s e uma declinação de +65° 08′ 04.8″. Sua magnitude aparente é igual a 4.88. Considerando sua distância de 49 anos-luz em relação à Terra, sua magnitude absoluta é igual a 3.99. Pertence à classe espectral F6Vvar.